# 드렐라이어

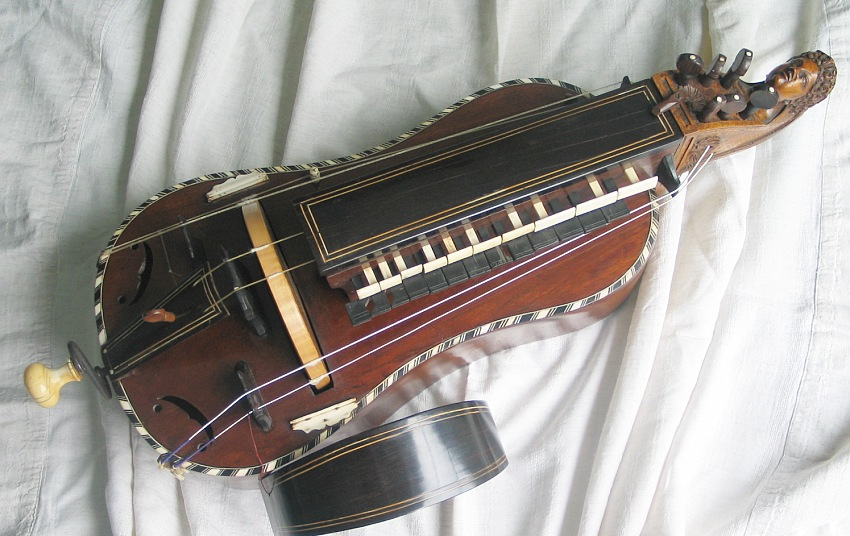
허디 거디

드렐라이어(독일어: Drehleier) 또는 허디 거디(영어: Hurdy Gurdy)는 손잡이를 돌려 현을 타는 현악기이다. 10세기경 '오르가니스트룸'(organistrum)이라는 이름으로 최초로 언급되었다.

## 역사
처음에는 오르가니스트룸이라는 명칭으로 불렸던 기계로 조작하는 바이올린의 한 종류로 지속 저음을 내면서 동시에 2개 이상의 음을 연주할 수 있었다. 교회나 수도원 학교에서 음악을 가르치고, 가창자에게 바른 음높이를 가르쳐 주기 위해 만들어지만, 13세기 후반 교회에서 이 악기의 역할은 새롭게 개발된 포터티브 오르간으로 넘겨졌다. 적어도 10세기부터 알려졌다고 여겨지는 초기의 이 악기는 3현으로 되어 있으며 길이가 2m나 되었다. 연주할 때에는 두 명의 연주자 무릎 위에 수평으로 놓고 한 사람은 손잡이를 돌리면서 현에 진동을 주고, 다른 사람은 음높이를 결정하는 건반을 조작하여 연주하였다. 다른 현악기에 비해 오르가니스룸이 가창자에게 도움을 주었던 것은 기계적으로 계속 누를 수 있었기 때문에 정확하고 일정한 음높이를 얻을 수 있다는 것이었고, 문제점은 느리게 연주할 수밖에 없다는 것이었다.
1300년까지 오르가니스트룸은 더욱 작아져서 한 사람이 연주하게 되었다. 한 옥타브 이상이나 더 높은 음역을 갖게 되었고, 이전보다 더 빠르게 연주할 수 있게 되었다. 음유시인의 악기로서 지위가 굳어져 끈을 달아 목에 걸고 연주하였다. 특히 맹인 음악가와 걸인들이 자주 그런 식으로 연주했기 때문에 17세기 프랑스인들은 이 악기를 '걸인의 악기'로 불렀고, 또 라틴어를 사용하는 사람들은 '거지의 리라'로 불렀다. 영국에서는 그 명칭이 변하여 1749년에 처음으로 허디 거디라고 하였다. 이탈리아에서는 '독일 리라'로 불렸는데, 이것은 아마 독일로부터 수입된 것이라는 의미일 것이다.
18세기 프랑스에서 허디 거디는 심포니 혹은 비엘로 불렸으며, 페테 샹테프가 유행하는 동안 인기 있는 궁중 악기로 받아들여져 높은 지위를 얻었다. 귀족 계급이 선호한 것은 몸통 속에 2열의 오르간 파이프와 바람통이 있는 리라 오르가니차타였다. 허디 거디 연주자로는 프랑스 거장이 많았고 또 이 악기를 위한 악곡을 쓰는 작곡가도 적지 않았다. 그중에서도 주목할 만한 사람은 앙리 비통과 그의 아들 샤를로서 앙리는 비엘을 개조하였고 샤를은 많은 허디 거디 조곡을 자곡했으며 1741년에는 허디 거디의 역사에 대해서도 썼다. 귀족 계급과 관련된 많은 것들과 마찬가지로 허디 거디의 인기로 프랑스 혁명과 함께 사라졌다.

## 같이 보기
- 니켈하르파